# 12823 Pochintesta
12823 Pochintesta eller 1997 AP är en asteroid i huvudbältet som upptäcktes den 2 januari 1997 av den japanska astronomen Takao Kobayashi vid Ōizumi-observatoriet. Den är uppkallad efter astronomen Alberto E.C. Pochintesta.